# Jacques Moeschal
Jacques Moeschal (Uccle, 6 de setembro de 1900 - 30 de outubro de 1956) foi um futebolista belga que competiu na Copa do Mundo FIFA de 1930.